# Pavel Čapek
Pavel Čapek (* 1958 Česká Lípa) je český sportovní novinář, televizní redaktor a sportovní komentátor. V Československé televizi, nyní v České televizi byl externě zaměstnán již od roku 1980, jako stálý člen Hlavní redakce sportu působí od roku 1984.
Nikdy neprovozoval žádný sport závodně, avšak disponuje rozsáhlými teoretickými a encyklopedickými znalostmi zejména z kopané. Specializuje se na komentování kopané, klasického lyžování a veslování. V Redakci sportu ČT působí také jako vedoucí dramaturg sportovních přenosů. Na Letních olympijských hrách 2008 v Pekingu komentoval veslování a fotbal.
Pod přezdívkou „Čapoun“ figuruje v policejních odposleších Ivana Horníka jako „pořešený“ novinář kryjící fotbalovou korupci.